# ×Niduregelia
Niduregelia là một chi thực vật có hoa trong họ Bromeliaceae.